# Schlesische Küche

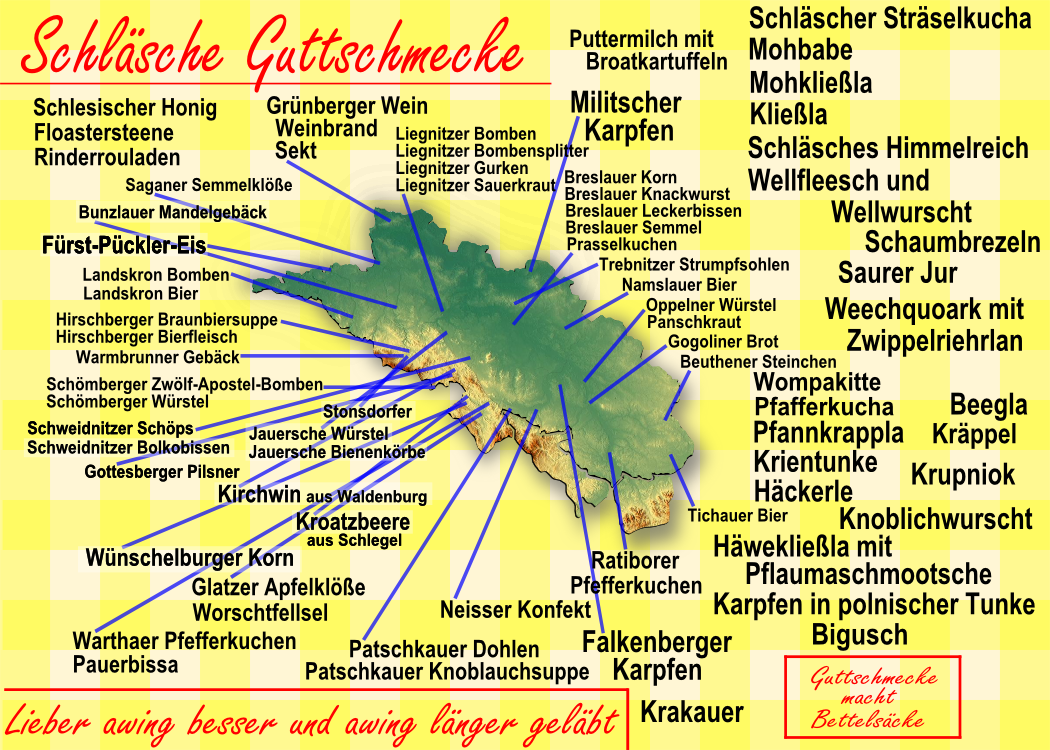
Kulinarische Karte Schlesiens

Die schlesische Küche, tschechisch slezská kuchyně, polnisch kuchnia śląska, schlesisch: Schläsche Kiche ist die Regionalküche Schlesiens und ein Teil der deutschen und polnischen Küche. Als Küche einer Grenzregion vereinigt die schlesische Küche zahlreiche Einflüsse in sich, lagebedingt vor allem solche aus der böhmischen, polnischen, österreichischen oder der sächsischen Küche.
In Deutschland ist im niederschlesischen Raum des Landkreises Görlitz nach Sachsen hinein die schlesische Küche noch originär vertreten. So werden in Restaurants und Cafés Schlesisches Himmelreich und weitere typische Gerichte wie Schlesischen Mohnkuchen, Butterdrückstreuselkuchen oder die Liegnitzer Bombe angeboten. Die schlesische Küche ist seit der Vertreibung der Deutschen aus Schlesien in den Jahren 1945 bis 1948 nicht mehr so bekannt und verbreitet wie vormals, auch wenn viele schlesischstämmige Deutsche die Traditionen mit in die neue Heimat nahmen. So haben sich einige Betriebe auf die Herstellung und den Vertrieb schlesischer Gerichte spezialisiert. In Polen hingegen wird die schlesische Küche in weiten Teilen Oberschlesiens, wo zahlreiche überwiegend polnischstämmige Schlesier und deutschstämmige Schlesier nach 1945 verblieben sind, allgemein gepflegt und weiterentwickelt und genießt landesweite Anerkennung.

## Entwicklung und Merkmale der schlesischen Küche

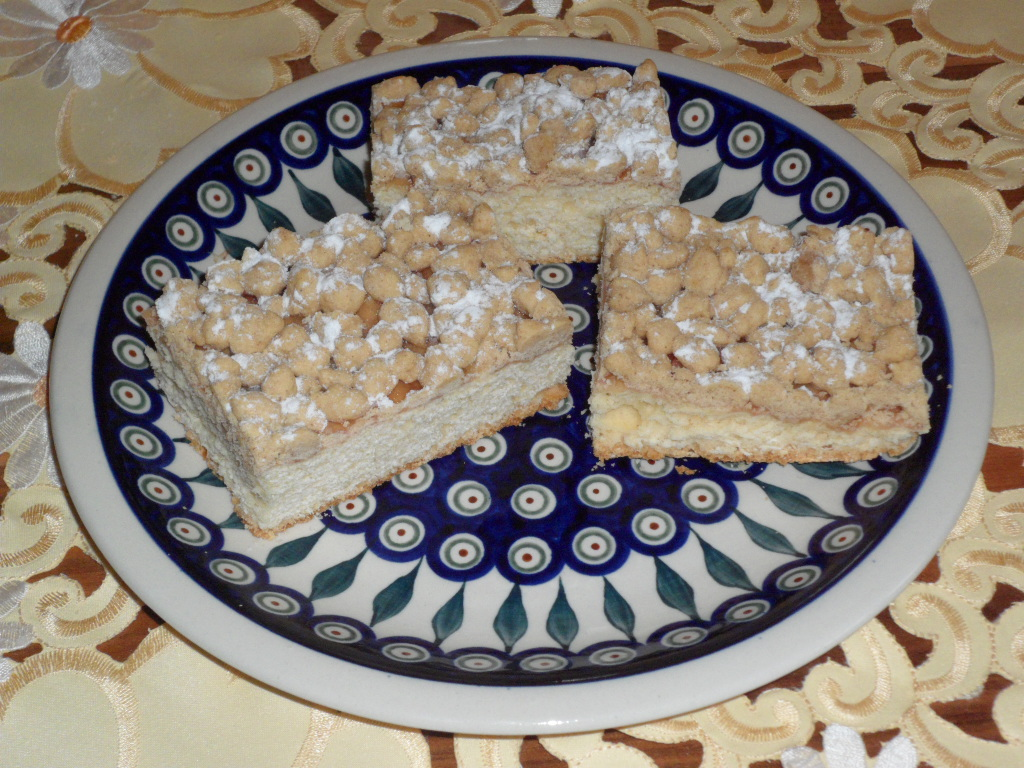
Schlesischer Streuselkuchen
(Schläscher Sträselkucha)

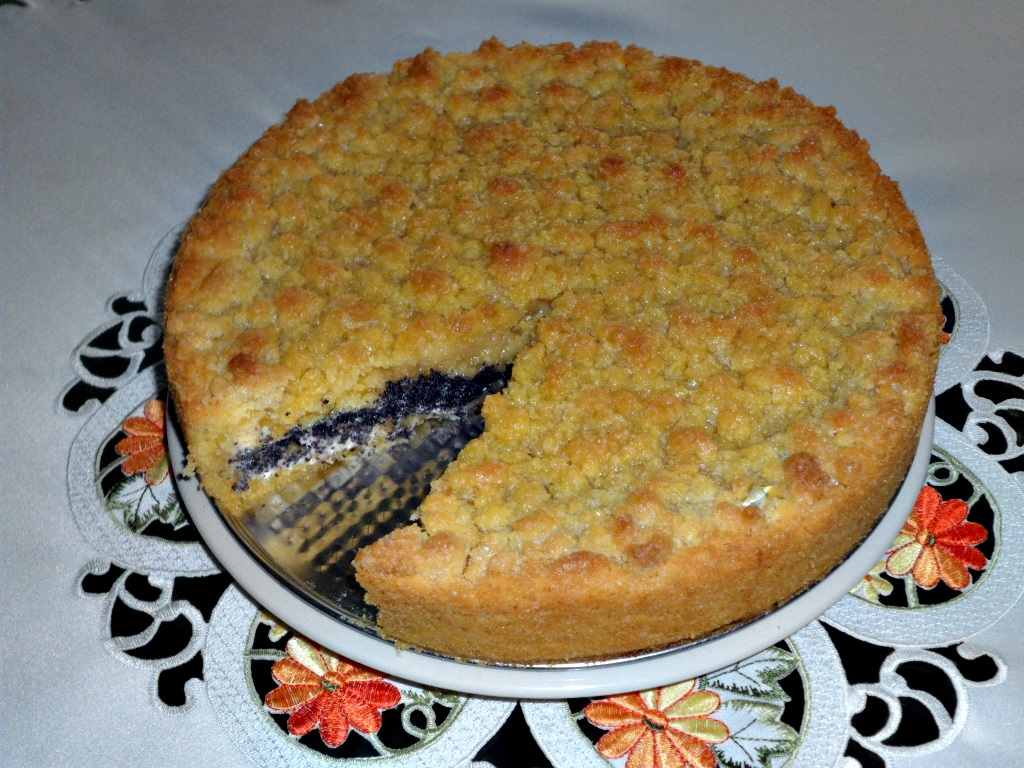
Schlesischer Hochzeitskuchen
(Schläscher Huxtkucha)

Die traditionelle schlesische Küche ist eine vergleichsweise reichhaltige Küche, in der sich im Verlauf der Jahrhunderte kulinarische Einflüsse verschiedenartiger Provenienz mischten.
Mit der Küche Polens verbindet Schlesien unter anderem spezifische Wurstwaren, Suppen, die zentrale Stellung von Kohl, Gurken, Majoran, Graupen, Mohn und Trockenfrüchten sowie eine Reihe besonderer Kuchenarten wie Mohnkuchen oder Hefekuchen mit Streuseln. Die im Spätmittelalter zugewanderten Thüringer, Franken, Schwaben und andere deutsche Volksgruppen bürgerten in Schlesien Speisen aus der deutschen Küche ein, vor allem aus mittel- und süddeutscher Tradition. Als Beispiele hierfür können das Gericht Himmel und Erde, der Preßsack sowie Kartoffelsuppe und Kartoffelsalat, aber auch Erdbeerkuchen und die Verwendung von Rhabarber gelten. Ebenso stark war der Einfluss der böhmischen Küche, besonders seit der Zeit der Zugehörigkeit Schlesiens zur böhmischen Krone und zur Monarchie Habsburgs. Doch bereits früher war die ansässige polnische Bevölkerung ebenso wie die zahlreichen deutschen Kolonisten kulinarisch von Böhmen und Österreich beeinflusst gewesen, was sich an der besonderen schlesischen Vorliebe für Klöße ablesen lässt. Die im Vergleich zur polnischen Küche größere Vielfalt an Klößen und das Fehlen der für Polen typischen Piroggenkultur verweisen auf die Nähe der schlesischen Küche zur böhmisch-österreichischen Tradition. Die Verwendung der Bezeichnung „Klöße“ statt „Knödel“ ist kennzeichnend für die überwiegend mitteldeutsche Herkunft der deutschen Schlesier.
Vor dem Zweiten Weltkrieg und der anschließenden Vertreibung der Deutschen in den Jahren von 1945 bis 1948 stand die Küche Niederschlesiens tendenziell der deutschen Küche näher, während in Oberschlesien der Einfluss der polnischen Küche überwog. Die als schlesische Küche bekannte Regionalküche basiert in Polen und in ihren in Deutschland gepflegten Varianten im Wesentlichen auf der oberschlesischen Küche. Niederschlesische Spezialitäten sind in der Literatur zwar überliefert, ansonsten aber weitgehend vergessen, von wenigen Ausnahmen wie den in Polen gänzlich unbekannten Liegnitzer Bomben abgesehen. In Niederschlesien ist die allgemeine polnische Küche Standard, jedoch in Oberschlesien greifen schlesische und allgemeinpolnische Küche ineinander.
Typisch für die schlesische Küche ist die Wiederverwendung und die Vermeidung Nahrungsmittel zu verschwenden. Trockenes Brot und Brötchen werden u. a. für Suppen verwendet oder zu Paniermehl für Kotelettes verarbeitet. Gekochte Klöße werden zusammen mit Ei zubereitet und gekochte Kartoffeln häufig als Bratkartoffeln angerichtet. So gibt es auch Gerichte, die mehrfach aufgewärmt werden können (beispielsweise Rouladen) oder auch lange haltbar sind.
Die schlesische Küche zeichnet sich dadurch aus, dass sie zahlreiche Gerichte besitzt, die in der Regel nur zu Heiligabend serviert werden.

## Gerichte

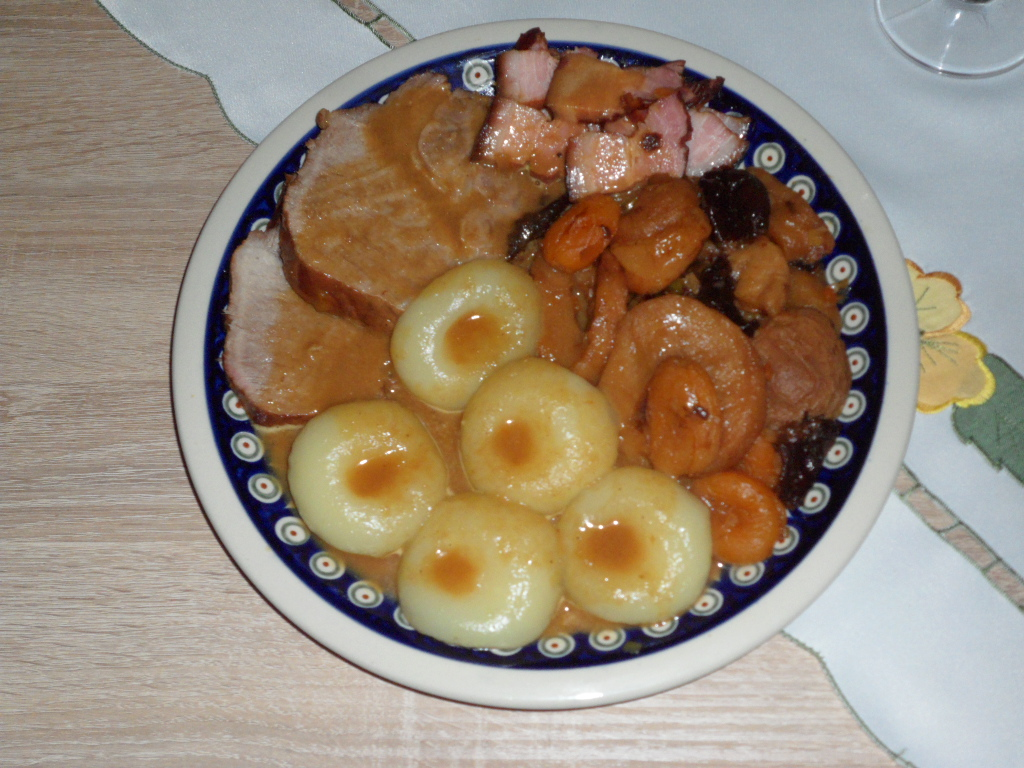
Schlesisches Himmelreich (Schläsches Himmelreich)
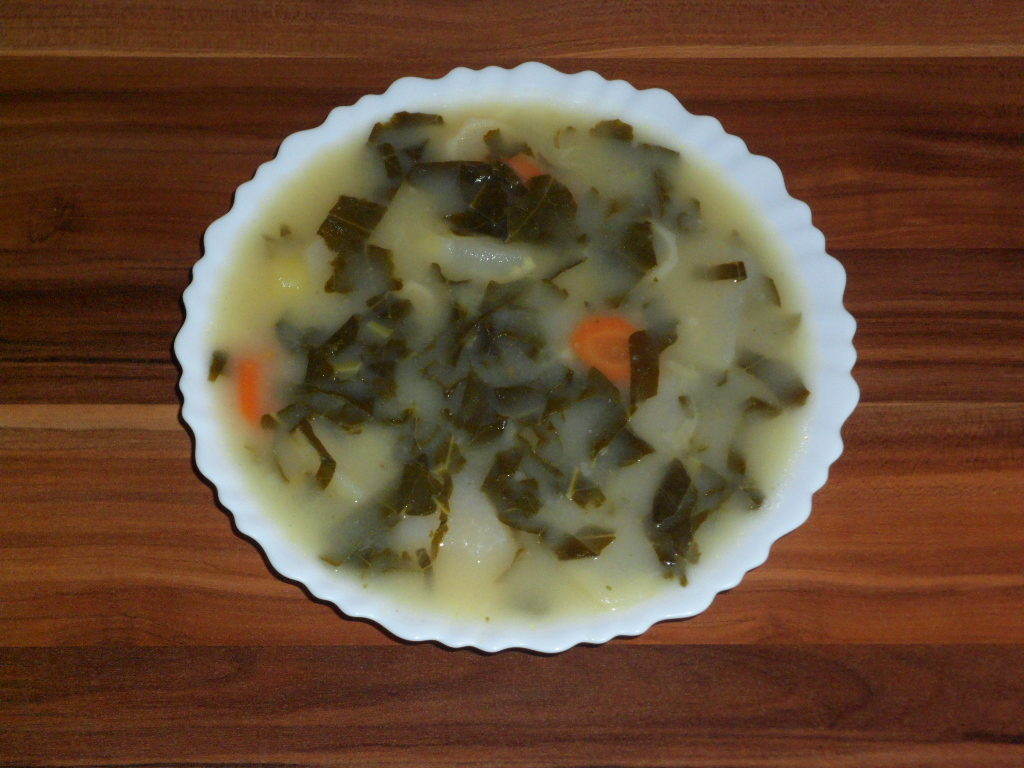
Oberrübensuppe (Oberriebasuppe)
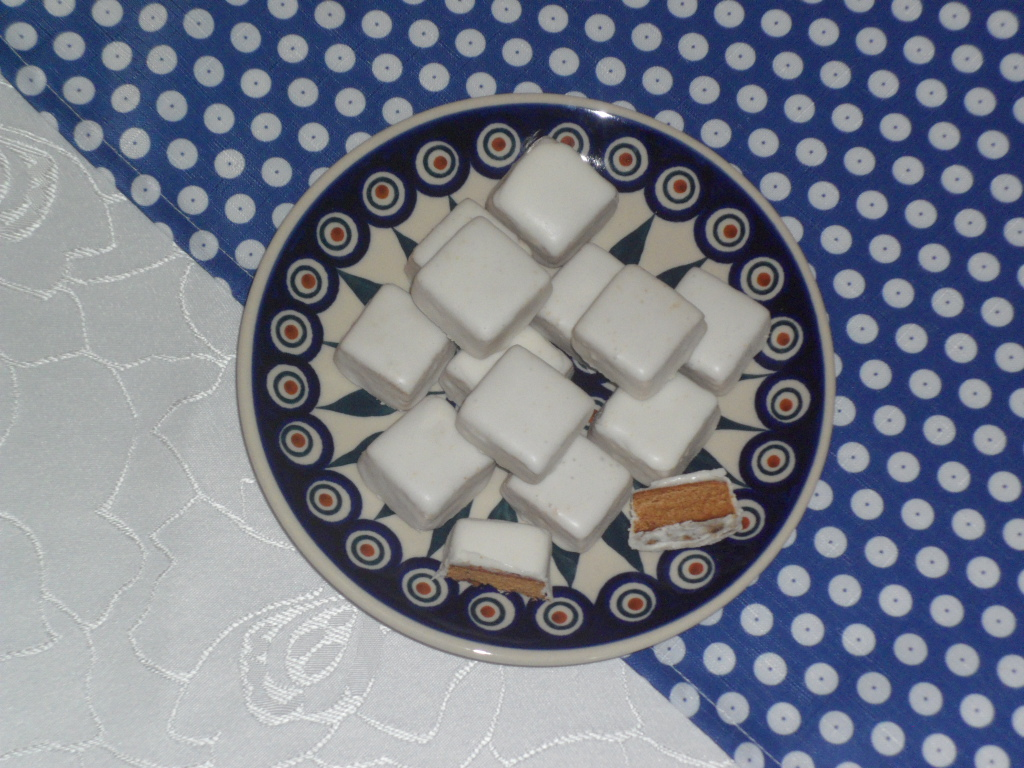
Bauerbissen (Pauerbissa, Pauerbissen)
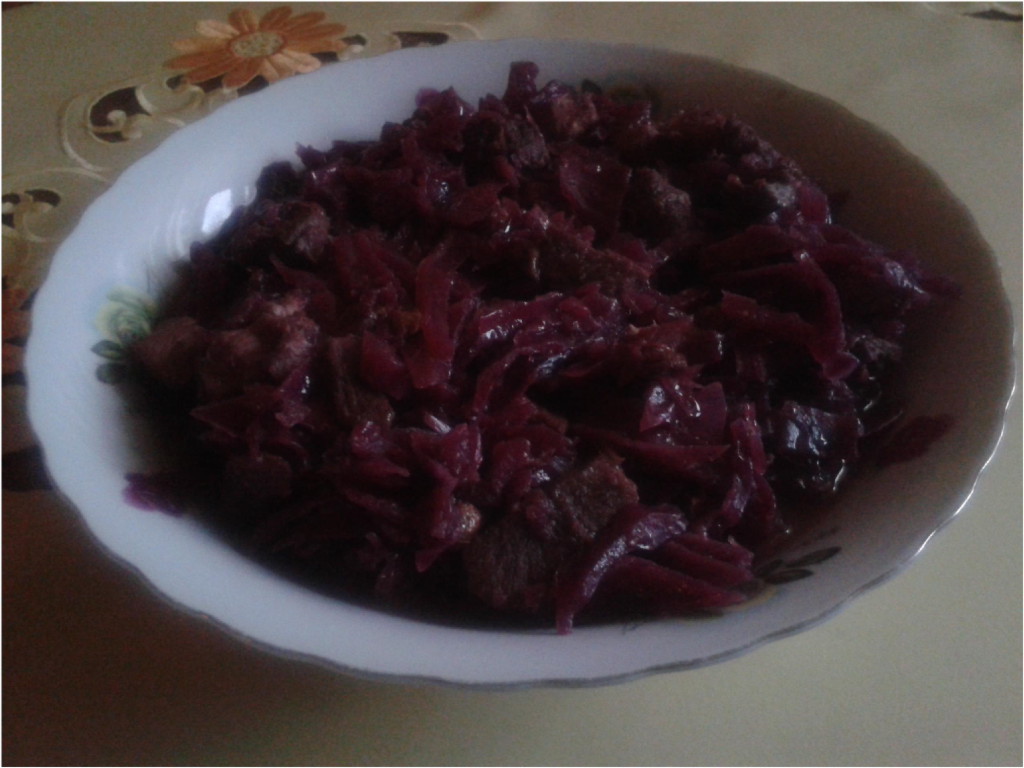
Breslauer Rotkraut (Brassler Blookraut)
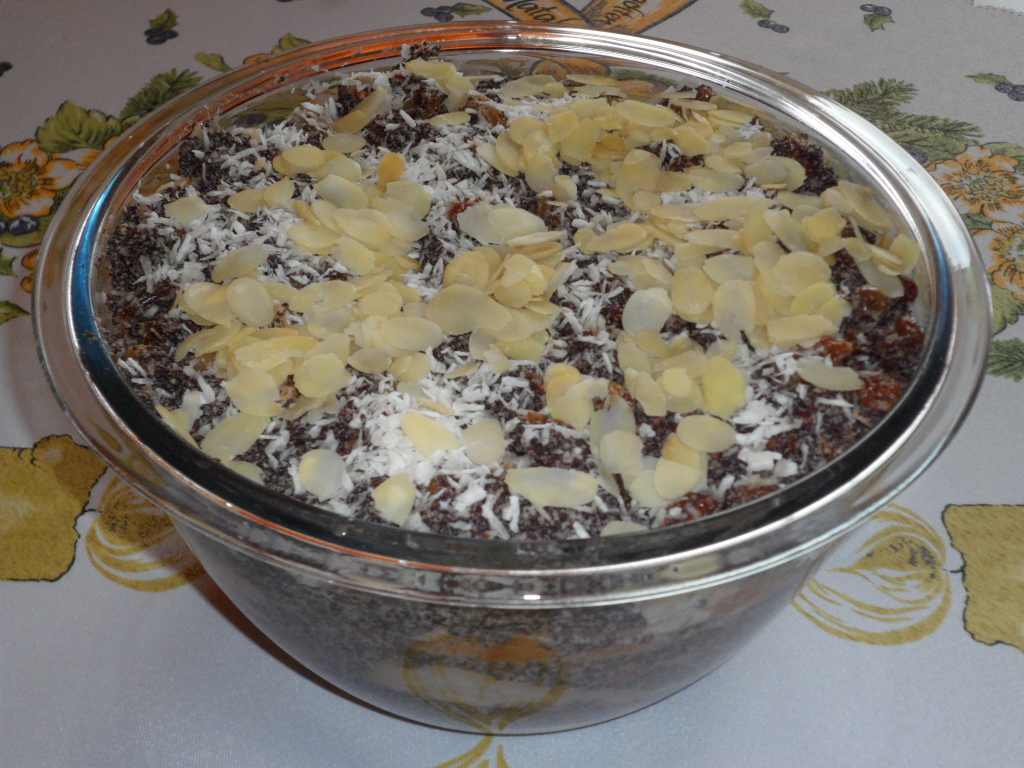
Mohnklöße (Mohkließla)
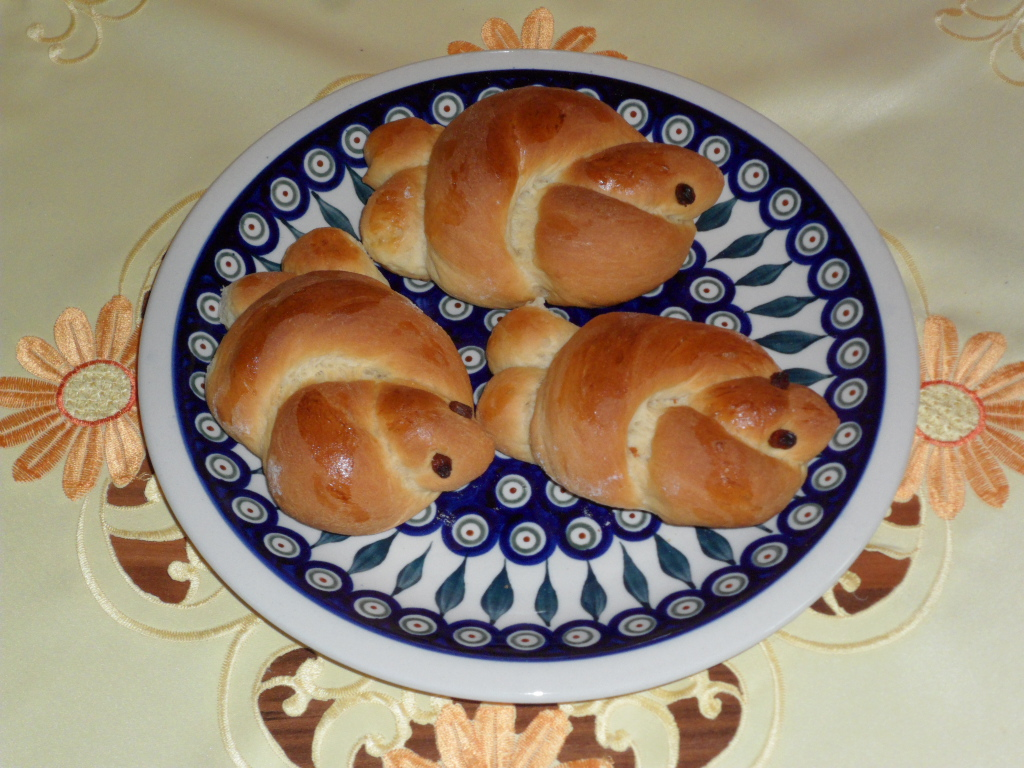
Patschkauer Dohlen (Potschker Tohla)
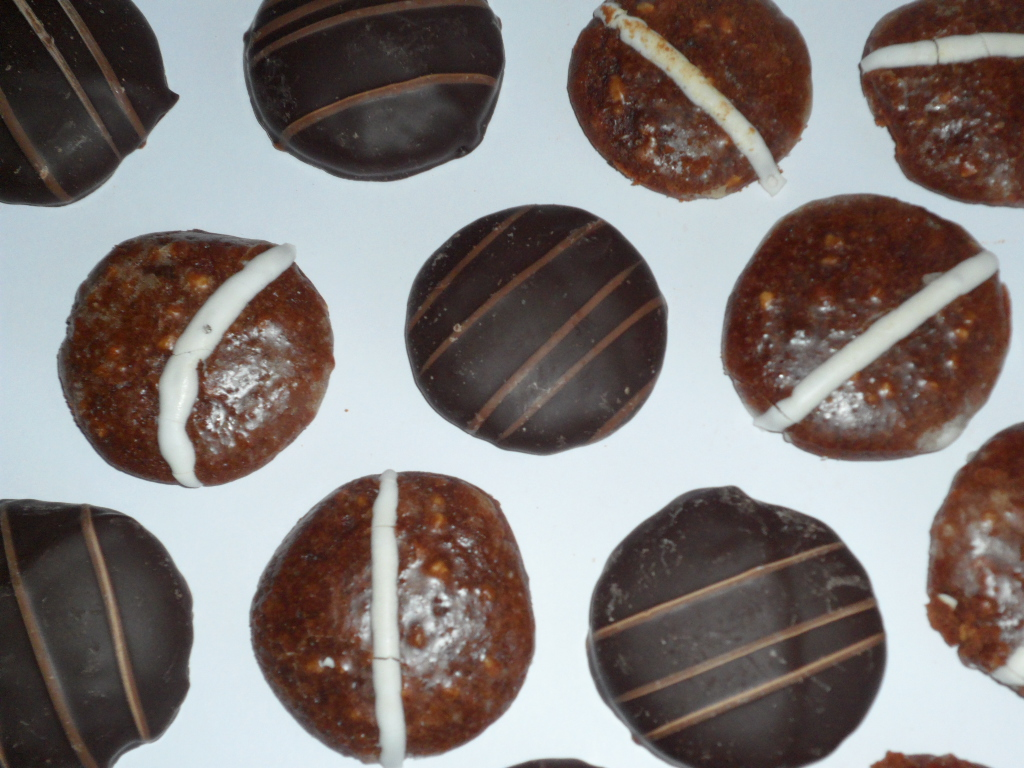
Neisser Konfekt
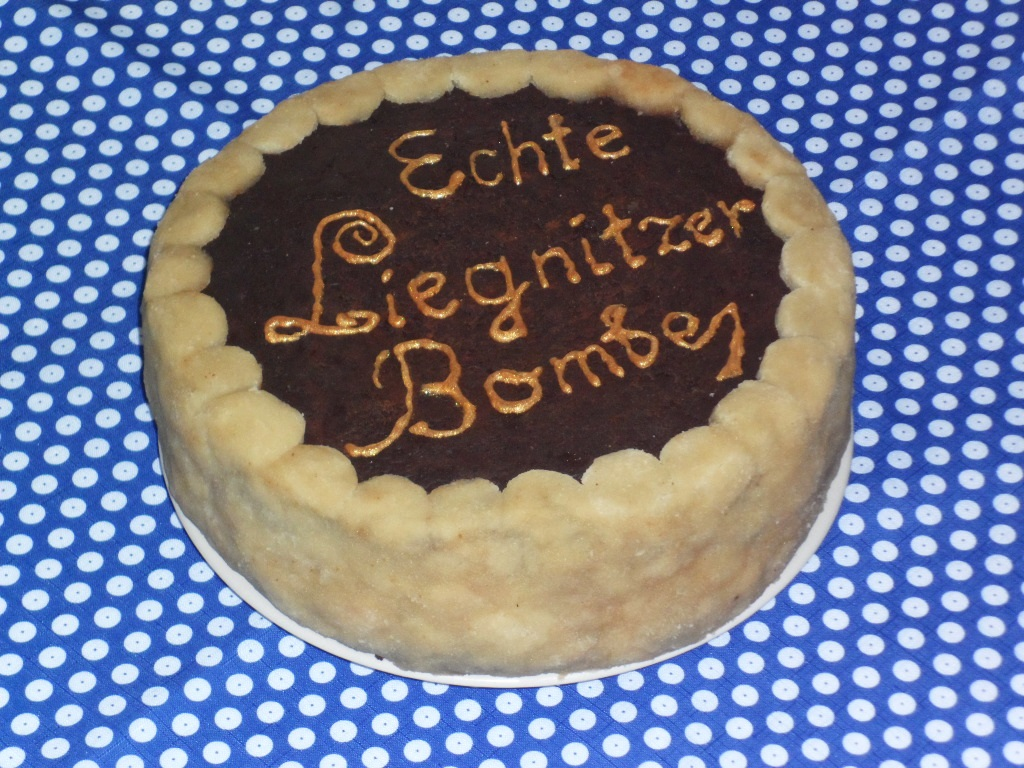
Echte Liegnitzer Bombe
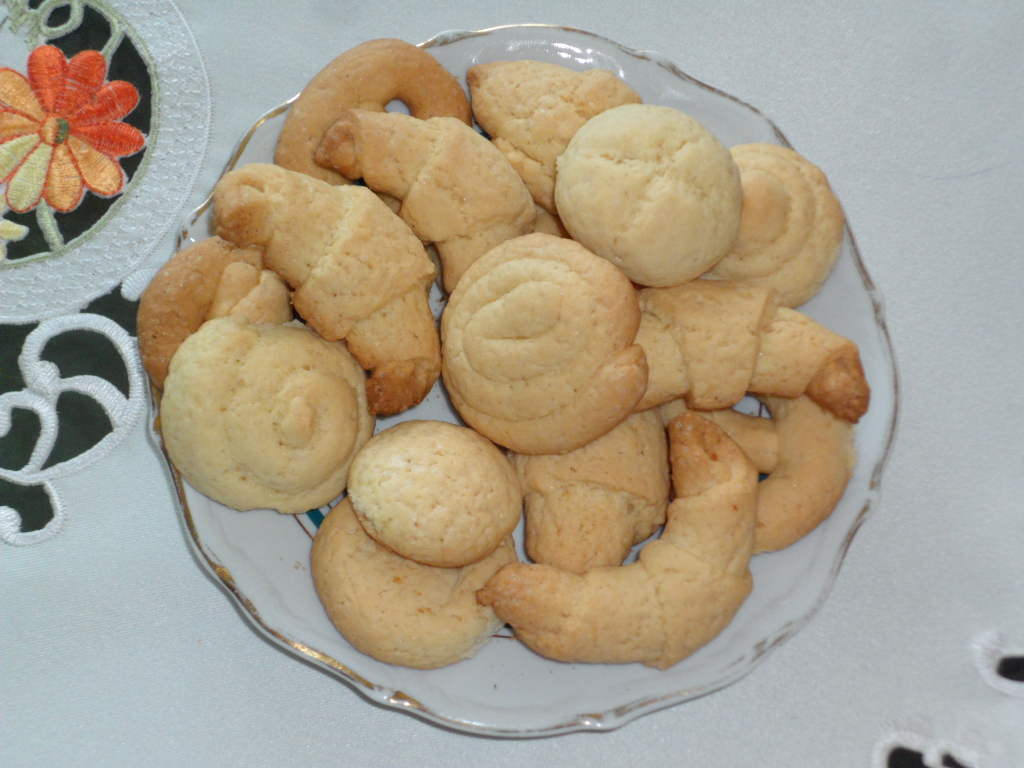
Warmbrunner Gebäck (Wormboader Gebäck)
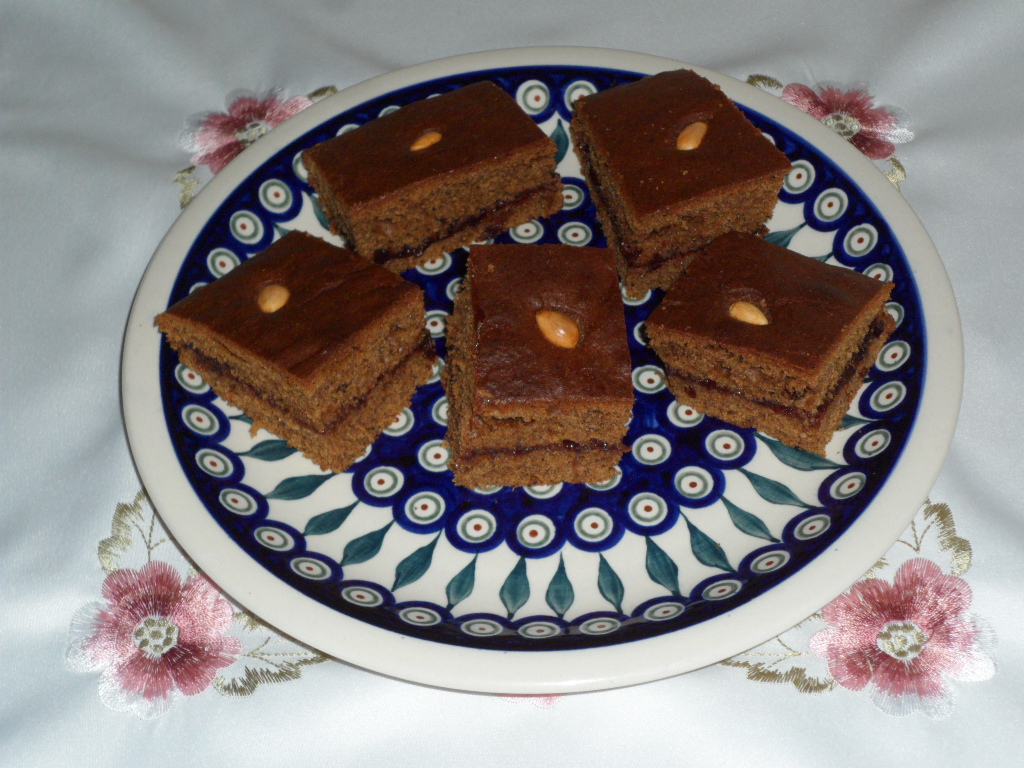
Beuthener Steinchen (Aeberbeuthner Steenla)
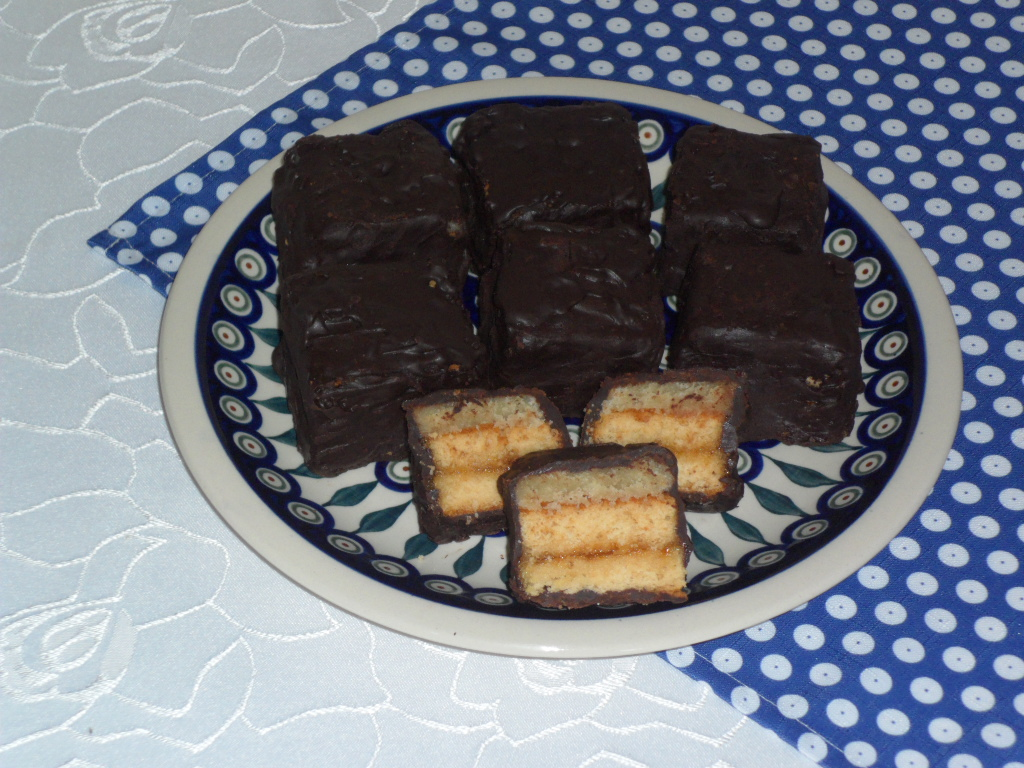
Breslauer Leckerbissen
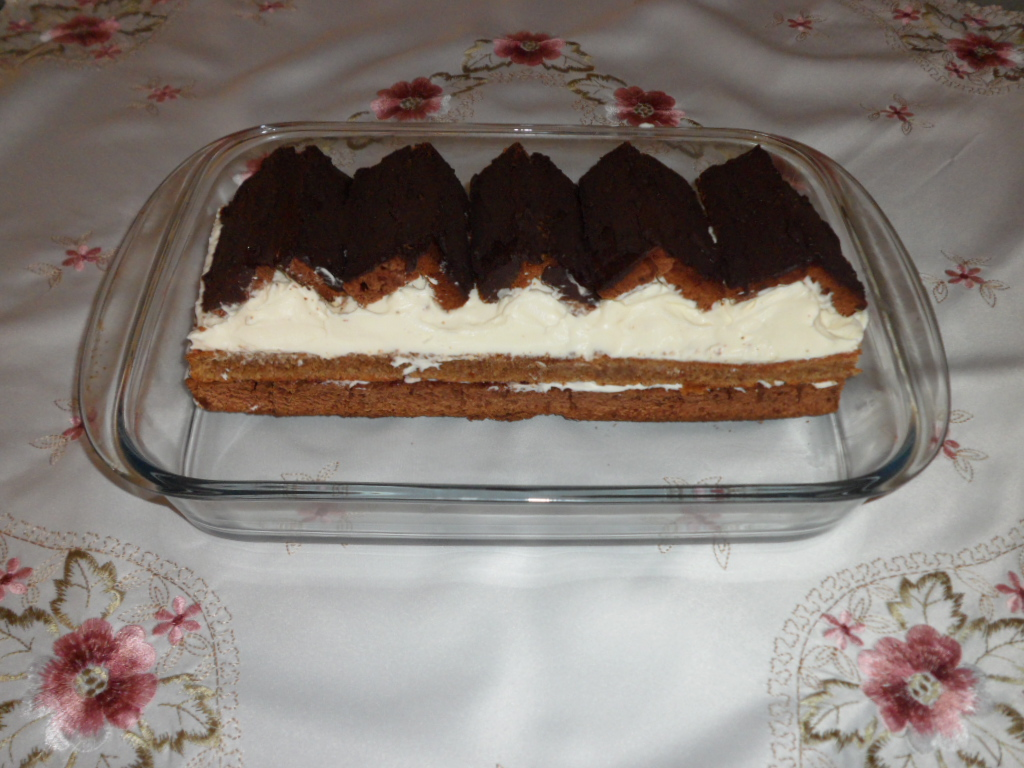
Schömberger 12 Apostel Bomben (Schimricher 12 Apustel Bomben)
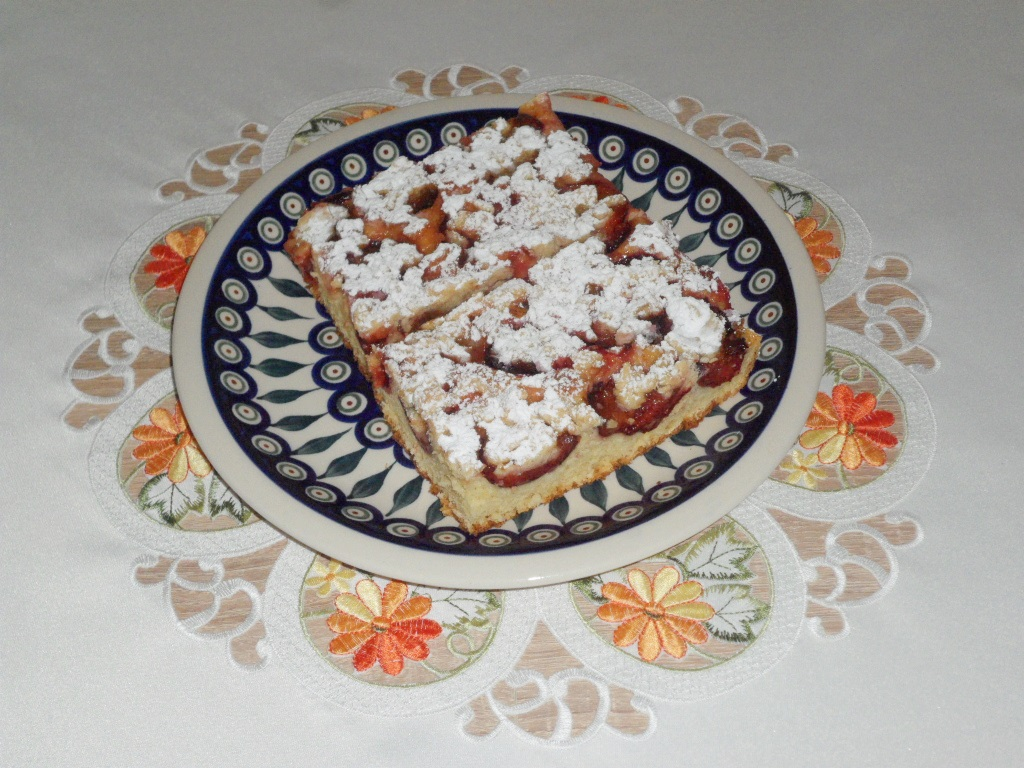
Schlesischer Pflaumenkuchen (Schläscher Pflaumakucha)
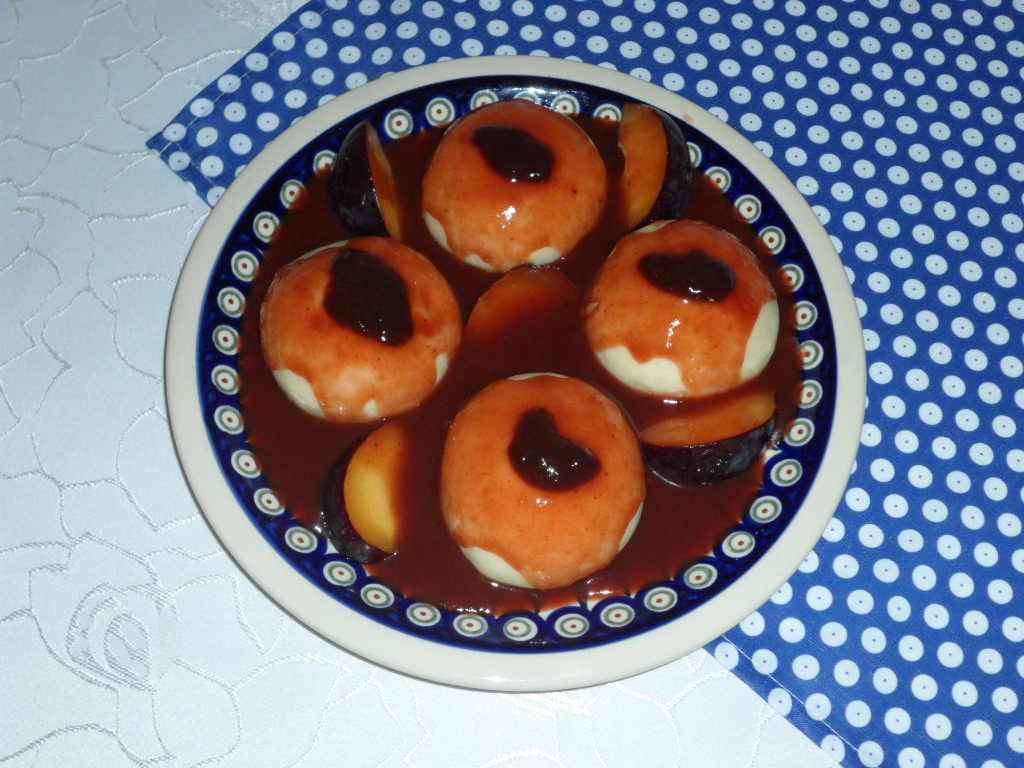
Schlesische Hefeklöße (Häwekließla) mit Pflaumenschmootsch

Die wohl bekannteste Hauptspeise der schlesischen Küche – mit dem Charakter eines Nationalgerichts und einer Vielzahl unterschiedlicher Rezepturen – ist das Schlesische Himmelreich. Das Schlesische Himmelreich war früher in Nieder- und Oberschlesien gleichermaßen populär. Daneben spielt Rinderroulade mit Rotkohl als traditionelles Sonntagsgericht eine ebenso große Rolle.
Unter den Klößen, einem zentralen Bestandteil der schlesischen Küche, sind die spezifischen Schlesischen Kartoffelklöße am bekanntesten. Eine Besonderheit der schlesischen Weihnachtstradition stellt Lebkuchensauce zu Fleisch und Fisch dar.
Unter den Backwaren und Süßspeisen sind insbesondere Streuselkuchen, Mohnkuchen, Apfelkuchen sowie Mohnklöße und Hefeklöße mit Heidelbeerkompott bekannt. Der Streuselkuchen gilt als typisches Merkmal der schlesischen Esskultur und hat sich von Schlesien aus in ganz Deutschland verbreitet.

### Hauptgerichte, Fleischwaren
- Schlesisches Himmelreich (schlesisch Schläsches Himmelreich)
- Oppelner Wirsinghühnchen
- Hirschberger Bierfleisch (schlesisch Herschbricher Bierfleesch)
- Glatzer Worschtfellsel
- Görlitzer Kalbspfanne
- Rouladen mit einer wahlweisen Füllung von Senf, Salzgurken, Zwiebeln, Speck, Salz und Pfeffer
- Kohlrouladen
- Frikadellen (schlesisch: Fleeschbrutel, schlonsakisch: Karminadle)
- Blutwurst und Schlesische Grützwurst (oberschlesisch Krupniok)
- Semmelwurst (schlesisch: Sammelwurscht, schlonsakisch Żymlok)
- Schlesische Weißwurst
- Preßsack
- Zungenwurst
- Häckerle (schlonsakisch Hekele)
- Heringssalat (schlonsakisch Szauot ślůnski)
- Schweinebraten
- Fischtunke

### Beilagen, Saucen
- Schlesische Kartoffelklöße oder Gummiklöße (schlesisch Schläsche Kließla oder Gummikließla)
- Buchteln (schlonsakisch Buchty)
- Bratkartoffeln (schlonsakisch Bratkartofle)
- Kartoffelsalat (schlesisch Apanasuloat)
- Rotkohl
- Sauerkraut
- Lebkuchensauce (oder Pfefferkuchentunke, schlesisch Christtunke)
- Blattsalat mit warmen Speckwürfeln und Zucker

### Vorspeisen, Suppen
- Hanfsuppe
- Hühnersuppe und Nudelsuppe
- Kartoffelsuppe
- Kürbissuppe
- Linsensuppe mit Zucker und Essig
- Oberrübensuppe oder Kohlrabisuppe (schlesisch Oberriebasuppe, Oberribasuppe)
- Pilzsuppe
- Sauerteigsuppe (polnisch Żur oder Żurek, oberschlesisch Saurer Jur)
- Wassersuppe oder Brotsuppe (schlesisch Wossersoppe, schlonsakisch Wodźůnka)

### Eingemachtes
- Saure Gurken (Salzgurken, naturvergoren)
- Sauerkraut (naturvergoren)
- Kompott

### Süßspeisen
- Bauernbissen (schlesisch Pauerbissa, Pauerbissen)
- Beuthener Steinchen (schlesisch Aeberbeuthner Steenla)
- Berliner (schlesisch Kreppel, schlonsakisch Kreple)
- Hefeklöße (mit Heidelbeerkompott)
- Breslauer Leckerbissen
- Floastersteene – würzige kleine Pfefferkuchenstücke mit Zuckerglasur.
- Jauersche Bienenkorb
- Liegnitzer Bomben
- Liegnitzer Bombensplitter
- Mohnpielen (oder Mohnklöße, polnisch Makówki, schlesisch Mohkließla)
- Motschka (polnisch Moczka, oberschlesisches Weihnachtsdessert)
- Neisser Konfekt (Pfefferkuchen mit oder ohne Schokolade)
- Patschkauer Dohlen (schlesisch Potschker Tohla)
- Polkwitzer Bienenkorb
- Ratiborer Pfefferkuchen (schlesisch Ratteborer Pfafferkucha)
- Schömberger 12 Apostel Bomben (schlesisch Schimricher 12 Apustel Bomben)
- Schweidnitzer Bolkobissen
- Trebnitzer Strumpfsohlen
- Warmbrunner Gebäck (schlesisch Wormboader Gebäck)
- Warthaer Pfefferkuchen (schlesisch Woarther Pfafferkucha)

### Kuchen, Torten

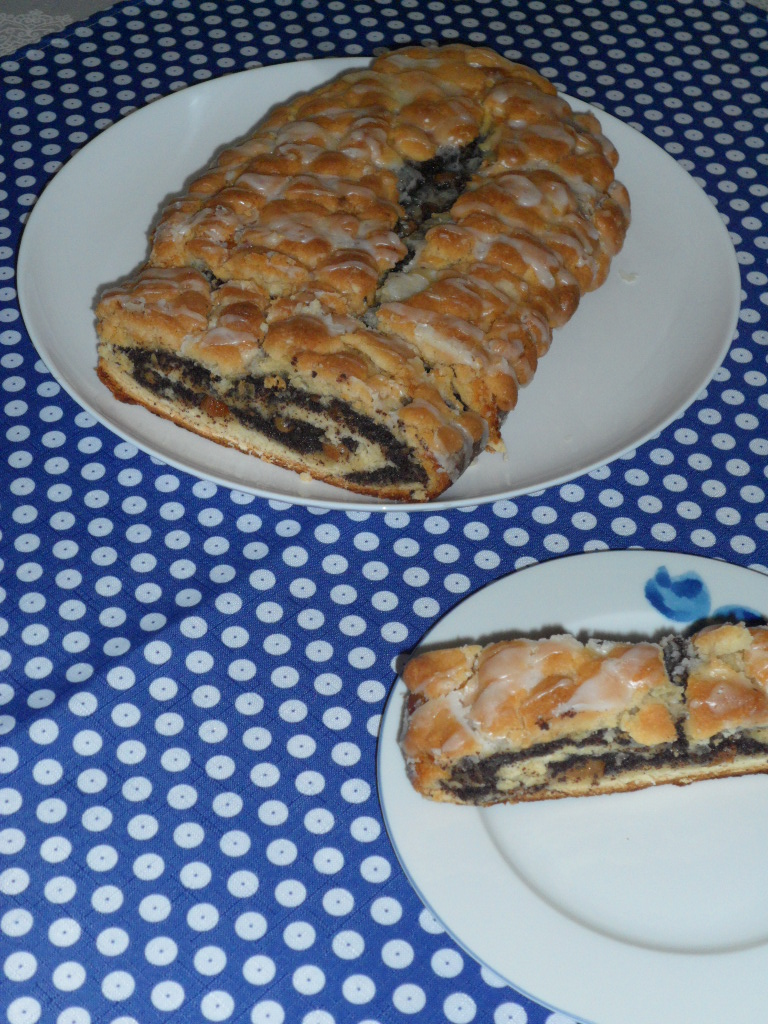
Schlesischer Mohnstriezel
(Schläscher Mohstriezel)

- Breslauer Kuchen (schlesisch Brassler Kucha)
- Hefezopf und Striezel
- Käsekuchen
- Liegnitzer Honigkuchen
- Mohnkuchen (schlesisch Mohkucha, Moohkucha oder auch Mohbabe)
- Obstkuchen (Apfelkuchen, Erdbeerkuchen, Kirschkuchen, Rhabarberkuchen)
- Prasselkuchen
- Rührkuchen (Sandkuchen, Marmorkuchen)
- Schlesischer Hochzeitskuchen (schlesisch Schläscher Huxtkucha oder Schlä'scher Huchzichkucha)
- Schlesischer Mohnstriezel (schlesisch Schläscher Mohstriezel)
- Schlesischer Pflaumenkuchen (schlesisch Schläscher Pflaumakucha)
- Schlesischer Streuselkuchen (schlesisch Schläscher Sträselkucha)
- Schokoladenkuchen (schlesisch Schuckloadakucha)
- Schweidnitzer Kuchen